# Машина-метла

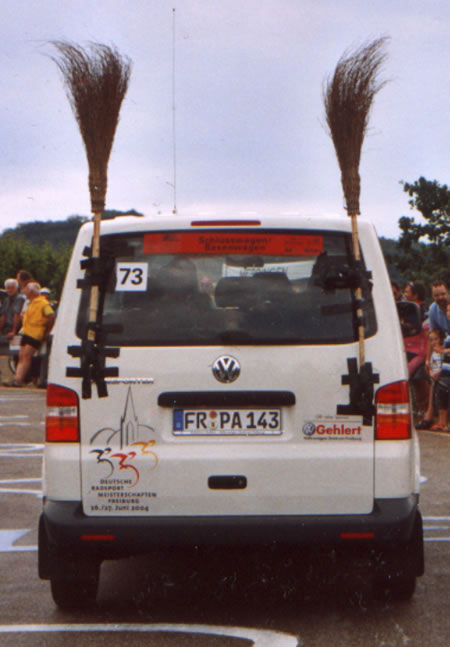
Машина-метла на чемпионате Германии 2004 года

Машина-метла (фр. Voiture-balai) — автомобиль организаторов, замыкающий хвост пелотона в шоссейных велогонках. Также нередко используется в других видах спорта: например, в марафонском беге и на Ралли Дакар.

## Использование
Впервые машина-метла появилась на Тур де Франс 1910. В том году супермногодневка впервые появилась в Пиренеях, где некоторые подъёмы гонщики преодолевали пешком. Новинка должна была защитить гонку от распространённого в те годы мошенничества, когда гонщики часть дистанции проезжали в автомобилях, а порой и на поездах. Со временем машина-метла появилась на многих гонках, и теперь её задачи заключаются в технической поддержке отставших гонщиков (командные технички редко остаются с последними гонщиками) и сборе сошедших. Для последней цели пассажиром автомобиля является судья. Машина-метла редко появляется к кадре телетрансляций гонок. Обычно её нахождение за спиной гонщиков вызывает у тех негативные эмоции. Даже если они имеют силы и желание продолжить гонку, их график может не укладываться в лимит времени, и им не остаётся ничего иного, кроме как остановиться, снять номер и отдать его судье, погрузить велосипед в машину-метлу и самому сесть туда же. Для отличия от остальных автомобилей, к машине-метле часто крепится настоящая метла.